# Прозвище
Про́звище — вид антропонима, дополнительное имя, данное человеку окружающими людьми, в соответствии с его характерной чертой или профессией, сопутствующим его жизни обстоятельством или по какой-либо аналогии.

## Близкие понятия
В некоторых случаях (обычно до образования института фамилий) личное некалендарное имя, возникающее из прозвища выполняет функцию официального личного имени, эта ситуация описывается термином «прозвищное имя».
В некоторых культурах человек может выбрать прозвище себе сам, в таких случаях обычно используется термин «прозвание».
Существует и оттеночное семантическое различие: слово прозвание имеет уважительный оттенок; напротив, прозвище — обидное название, данное человеку в шутку, в насмешку (обычно содержащее в себе указание на какую-либо заметную черту его характера, наружности, деятельности).
При осуществлении радиосвязи пользователи для собственной идентификации используют позывные, которое одновременно являются и прозвищами (кличками) для радиостанций, а у радиолюбителей — конкретных участников радиосвязи.

## История
В отличие от имени, прозвище, как правило, отражает не желательные, а реальные свойства и качества носителя, происхождение их носителей и прочее, а также фиксирует, таким образом, особый смысл, который имели эти свойства и качества для окружающих. Прозвища могут даваться в разные периоды жизни и во многих случаях могут быть известны довольно ограниченному кругу лиц.
Все прозвища, встречающиеся в старых родословных списках, в семантическом аспекте могут подразделяться на следующие основные группы:
1. Прозвища, отражающие родственные отношения, происхождение, сословие, профессию, чин или пристрастие к какому либо занятию, имени собственному (Владимир Мономах).
2. Прозвища, характеризующие внутреннее свойство человека, его положительные или отрицательные качества (Олег Вещий).
3. Прозвища, отражающие внешние признаки его носителя: цвет кожи, возраст, рост, признаки характеризующие ту или иную часть тела, изъяны или увечья и прочее (Василий II Тёмный).
4. Прозвища — названия частей тела (Хальвдан Высоконогий).
5. Прозвища-метафоры — названия животных: млекопитающих, птиц, рыб, пресмыкающихся, насекомых и прочее (Сидящий Бык).
6. Прозвища — названия растений: плодов, злаков и прочее.
7. Прозвища — названия предметов материальной культуры, жилища, предметов домашнего обихода, орудий труда, одежды, оружия, продуктов питания и прочее (Эйрик I Кровавая Секира).
8. Прозвища, данные по действию (положительному или отрицательному), совершаемому носителем прозвища[7] (Юрий Долгорукий).

Прозвища имели монархи почти всех европейских династий. Они отражали как  внешние признаки (например, Хакон II Широкоплечий), так и достижения и особенности правления (например, Эдгар Миролюбивый) или характера (Филипп Смелый). При этом нередко политические противники монархов давали им насмешливые прозвища (например, Иоанн Безземельный).

### Статьи
- Фамильное прозвание
- Боевой клич
- Клише
- Ник
- Топонимическое прозвище
- Стереотип
- Уменьшительное имя
- Эпитет
- Прозвища князей средневековой Руси

- Почётные прозвания в России

### Списки
- Национальные прозвища
- Список прозвищ штатов США
- Грозный (прозвище)